# Episodi di Superman & Lois (terza stagione)
La terza stagione della serie televisiva Superman & Lois è stata trasmessa negli Stati Uniti su The CW dal 14 marzo al 27 giugno 2023.
La serie è stata rinnovata a marzo 2022 e, da questa stagione, entrano a far parte del cast Michael Bishop (per sostituire Jordan Elsass come Jonathan Kent) e Chad L. Coleman.
In Italia la stagione è stata trasmessa dal 7 al 28 luglio 2024 su Italia 1, ogni sabato e domenica nel tardo pomeriggio.
| n° | Titolo originale                       | Titolo italiano                              | Prima TV USA   | Prima TV Italia |
| -- | -------------------------------------- | -------------------------------------------- | -------------- | --------------- |
| 1  | Closer                                 | Più vicini                                   | 14 marzo 2023  | 7 luglio 2024   |
| 2  | Uncontrollable Forces                  | Forze incontrollabili                        | 21 marzo 2023  | 13 luglio 2024  |
| 3  | In Cold Blood                          | A sangue freddo                              | 28 marzo 2023  | 13 luglio 2024  |
| 4  | Too Close to Home                      | Tentativo di pace                            | 4 aprile 2023  | 14 luglio 2024  |
| 5  | Head On                                | Il ballo della scuola                        | 11 aprile 2023 | 14 luglio 2024  |
| 6  | Of Sound Mind                          | Vulnerabilità                                | 25 aprile 2023 | 20 luglio 2024  |
| 7  | Forever and Always                     | Dall'inizio e per sempre                     | 2 maggio 2023  | 20 luglio 2024  |
| 8  | Guess Who's Coming to Dinner           | Indovina chi viene a cena                    | 9 maggio 2023  | 21 luglio 2024  |
| 9  | The Dress                              | Il vestito                                   | 23 maggio 2023 | 21 luglio 2024  |
| 10 | Collision Course                       | Rotta di collisione                          | 30 maggio 2023 | 27 luglio 2024  |
| 11 | Complications                          | Complicazioni                                | 6 giugno 2023  | 27 luglio 2024  |
| 12 | Injustice                              | Ingiustizia                                  | 20 giugno 2023 | 28 luglio 2024  |
| 13 | What Kills You Only Makes You Stronger | Quello che ti uccide ti rende solo più forte | 27 giugno 2023 | 28 luglio 2024  |

## Più vicini
- Titolo originale: Closer
- Diretto da: Tom Cavanagh
- Scritto da: Brent Fletcher, Todd Helbing

### Trama
Sono passati 27 giorni dalla sconfitta di Ally Allston. Jordan Kent tenta di fermare una gru che cade, nonostante il volere contrario di Clark Kent. Samuel Lane si unisce al D.O.D. al fianco di John Henry Irons e va a vedere un film con sua figlia Natalie Irons, ma solo per cercare di reclutarla per l'Accademia del Dipartimento della Difesa, sconvolgendola. Lois Lane fa visita alla sorella del doppelgänger di John e scopre che ha lui venduto armi a Bruno Mannheim. Più tardi scopre che potrebbe essere incinta. Alla festa per il 16º compleanno dei gemelli, Sarah Cortez dice a Jordan che ha bisogno di tempo per sé, George Dean implora Lana Lang di restituire i fondi che ha riallocato per fermare un problema di muffa nera alla Smallville High, Natalie dà a Sam un'altra possibilità e Kyle Cushing e Chrissy Beppo passano la notte insieme. Clark parte per fermare un superpotente Henry Miller / Uomo atomo, e viene disorientato da una figura incappucciata che uccide e rapisce Miller. La mattina dopo, Lana dà a Kyle i documenti firmati per il divorzio. La dottoressa Irons dice a Lois che non è incinta e chiede di eseguire altri test. Mannheim e la figura incappucciata sovrintendono alla rianimazione di Miller.

## Forze incontrollabili
- Titolo originale: Uncontrollable Forces
- Diretto da: Elizabeth Henstridge
- Scritto da: Katie Aldrin

### Trama
La settimana successiva la scuola chiude a causa della muffa. Sarah e Natalie incontrano i gemelli a una festa a Metropolis. Mentre è lì, Natalie chiacchiera con un ragazzo, l'ex ragazza di Jonathan, Eliza, cerca di riallacciare i rapporti con lui, Sarah e Jordan accettano di rimanere amici e se ne vanno tutti dopo aver litigato con il proprietario della casa. Dean chiama Lana dicendo che tutto era per "l'orgoglio di Smallville" e viene ucciso dalla figura incappucciata. Usando le sue parole come indizio, Lana e John trovano una chiavetta USB nel municipio, ma la figura li attacca e la ruba. Nel frattempo, Clark e Lois intervistano Tara Reagen, il giudice che ha rilasciato Miller, ma Elias Orr li costringe ad andarsene quando le chiedono se sia stata costretta a rilasciarlo. Mannheim nega il coinvolgimento con Miller e la Intergang a Superman e dice che dà speranza alle persone che Superman non salva. Lois convince Reagen a non suicidarsi e rivela a lei e Superman che le è stato diagnosticato un cancro al seno infiammatorio ad uno stadio avanzato. La figura racconta a Mannheim del suo incontro con John. Quella notte, John installa un sistema di sicurezza nella casa di Lana e Lois rivela la sua diagnosi ai gemelli.

## A sangue freddo
- Titolo originale: In Cold Blood
- Diretto da: Gregory Smith
- Scritto da: Jai Jamison

### Trama
Clark fa continuamente incubi nel sonno in cui vede Lois morire. Clark e Lois rivelano ai loro amici e familiari della diagnosi. Lois non si presenta ai suoi appuntamenti di chemioterapia per continuare a indagare su Mannheim. Lei e Chrissy trovano delle sacche di sangue fresco. Il giorno seguente, Lois e Chrissy vengono messe alle strette dai membri dell'Intergang guidati da Mike Gunn in un magazzino. Superman e John le salvano prima che il magazzino si autodistrugga, anche se il primo lotta contro le armi di Gunn. Nel frattempo, Natalie decide di dare l'orologio di sua madre a Lois e vi incide sopra i nomi dei ragazzi, ma il padre di Candice, Emmitt, ruba il camion di Jonathan con l'orologio all'interno. Natalie e i gemelli riescono a riprenderlo e Jonathan racconta a Candice di Eliza. Dopo che Kyle chiede a Lana del sistema di sicurezza installato a casa da John, Lana chiede a Sarah di smetterla di dire a Kyle certe cose e la schiaffeggia accidentalmente nella discussione che ne segue. Quella notte, Sam scopre che il campione recuperato da Lois nel magazzino è del sangue di Superman che la Intergang sta pompando in Miller. Kyle chiacchiera con Chrissy e conforta Sarah. La mattina dopo, Natalie dà a Lois l'orologio e lei e Clark partono per il suo appuntamento alla clinica.

## Tentativo di pace
- Titolo originale: Too Close to Home
- Diretto da: Stewart Hendler
- Scritto da: Juliana James

### Trama
Dopo che Jordan è stato avvistato con Superman, Sam cerca di fargli tagliare i capelli. Kyle parla separatamente con Sarah e Lana e si riconciliano. Quando si confrontano per la questione del camion, Emmet dà a Jonathan un pugno e gli fa diventare un occhio nero, puntando una pistola a Lois. Nel frattempo, John viene a sapere del coinvolgimento del suo doppelgänger con la Intergang. Dopo l'incontro con Darlene, viene subito affrontato da Mannheim, che è a conoscenza della sua vera identità. Mannheim lega una bomba al petto di Darlene e John è costretto ad andarsene. John la salva, ma si astiene dall'uccidere Mannheim che ha ancora gli occhi sulla famiglia del suo doppelgänger. Sam scopre che la Intergang ha sintetizzato il sangue di Superman usando un campione del D.O.D., quindi Superman li distrugge tutti. Quella notte, dopo aver appreso cosa ha fatto Emmet, Clark lo affronta spaventandolo e costringendolo a lasciare la città, permettendo a Candice di stare con la sua famiglia. Sam regala a Jordan un nuovo costume così non dovrà tagliarsi i capelli. Lois si iscrive come paziente chemio in un ospedale di Hob's Bay, un'area gestita da Mannheim.

## Il ballo della scuola
- Titolo originale: Head On
- Diretto da: David Ramsey
- Scritto da: Andrew N. Wong

### Trama
Jordan porta Matteo a trovare Natalie. Kyle offre a Jonathan un lavoro nel fine settimana alla caserma dei pompieri. Dopo essere stata affrontata con rabbia dal figlio di Dean, Lana scopre che alcune persone a Smallville ancora non si fidano di lei e Chrissy si offre di portare alla luce le azioni di Dean. Alla clinica Hob's Bay, Clark chiacchiera con le pazienti in chemioterapia e Lois incontra Mannheim che è disposta a curare il suo cancro purché non gli impedisca di aiutare la sua comunità. A un ballo di San Valentino, Natalie scappa quando Matteo cerca di baciarla, ma Sam la convince a tornare indietro. Candice dice a Jonathan che si trasferirà a casa di sua zia a Topeka e che potranno incontrarsi solo nei fine settimana, ma lo convince ad accettare comunque il lavoro. Nel frattempo, Superman sconfigge Jason Distefano / Deadline, ma non prima che quest'ultimo invii le posizioni di diverse strutture del D.O.D. alla Intergang. Kyle e Chrissy passano la notte insieme. La mattina dopo, Lana chiede a Chrissy di non smascherare Dean, credendo che peggiorerebbe ancora di più la situazione della città. Sam racconta a Clark e Lois delle incursioni e Mannheim recupera il corpo del Superman del mondo inverso.

## Vulnerabilità
- Titolo originale: Of Sound Mind
- Diretto da: Diana Valentine
- Scritto da: George Kitson

### Trama
Un mese dopo, Clark si unisce a un gruppo di supporto per i coniugi dei pazienti chemioterapici. Distefano soffre di tumori e viene portato a Mannheim da Superman, ma poi muore in ospedale. Lois condivide un pasto con una paziente che confida nella filantropia di Mannheim. Jordan cerca di convincere Clark che è pronto ad aiutarlo, ma è agitato dalle infinite lezioni. Clark cerca di scusarsi, ma la figura incappucciata lo attira usando la voce di Lois e gli tende un'imboscata con i blaster di kryptonite. Jordan viene colpito mentre cerca di salvarlo ma riescono a scappare, e Superman si rende conto che Jordan non è così vulnerabile alla kryptonite. Nel frattempo, Sarah e Jonathan perdono le tracce di Sophie. Jonathan la trova alla fiera della contea e la convince che la sua famiglia non si è dimenticata di lei. Come ringraziamento, Kyle regala a Jonathan una nuova uniforme. Dopo che Lana vede Kyle e Chrissy insieme, i due decidono di rendere pubblica la loro relazione. La figura misteriosa dice a Mannheim che i suoi poteri stanno svanendo. Si scopre che è Peia, la moglie di Mannheim e la paziente con cui era Lois a pranzo, e Mannheim promette di salvarla.

## Dall'inizio e per sempre
- Titolo originale: Forever and Always
- Diretto da: Alvaro Ron
- Scritto da: Adam Mallinger

### Trama
I gemelli implorano Lara di usare la tecnologia kryptoniana per salvare Lois, ma lei dice loro che potrebbe ucciderla. Clark, dopo averli scoperti nella fortezza, li costringe a tornare a casa dove trovano il testamento di Lois. Alla Hob's Bay, Clark interroga Mannheim, mentre Peia rimane sconvolta dalle domande di Lois. Lois si scusa e chiede di essere amiche, ma Mannheim ritorna e rivela il suo matrimonio con Peia a Clark e Lois. Nel frattempo, Sarah si scaglia contro Chrissy per la relazione col padre, ma alla fine si unisce a lei per un film e scopre che prende regolarmente della marijuana. Dopo che John ha intimidito Matteo a pranzo con Natalie, Lana gli consiglia di fidarsi del giudizio di Natalie e lui si scusa con Matteo. Quella notte, i gemelli affrontano i loro genitori e ricordano loro che Lois non è invincibile. Clark e Lois dicono loro che ritengono che sia ingiusto usare una tecnologia che non possono permettere al mondo di usare. Sarah e Lana accendono i fuochi d'artificio insieme. I genitori di Matteo si rivelano essere Mannheim e Peia. Nei flashback, Mannheim decide di sistemare il Suicide Slum e Peia lo difende uccidendo il loro capo con i suoi poteri.

## Indovina chi viene a cena
- Titolo originale: Guess Who's Coming to Dinner
- Diretto da: Gregory Smith
- Scritto da: Aaron Helbing

### Trama
Kyle promuove Jonathan. Scoppia un incendio e Kyle fa restare Jonathan vicino al camion, ma Jordan salva qualcuno e lo lascia da lui, portando Kyle a credere che Jonathan gli abbia disobbedito. Clark e Chrissy intervistano una paziente chemio che conosceva Peia, ma non ottengono alcuna informazione. Sam trova ulteriori prove su Mannheim e il gruppo scopre che Mannheim ha incastrato Luthor per la morte di Moxie. Natalie incontra i genitori di Matteo, ignari di chi siano. Mentre è con Darlene, John scopre che il ristorante in cui si trova Natalie è dove il suo doppelgänger si incontrava con Mannheim. John va lì e combatte Mannheim e Peia. Peia sviene mentre usa i suoi poteri e Superman la porta al DOD. Nel frattempo, i gemelli discutono sull'incendio. Sarah aiuta Jordan a capire il punto di vista di Jonathan e lui la convince ad andare a un concerto con Lana. Jordan si scusa e Jonathan gli dice che Kyle sa che qualcuno con poteri sta intervenendo. Lois teme che Luthor sia stato imprigionato ingiustamente, John ordina a Natalie di non vedere Matteo e le prende il telefono, e il Superman del mondo inverso si sveglia.

## Il vestito
- Titolo originale: The Dress
- Diretto da: Stephen Maier
- Scritto da: Kristi Korzec

### Trama
Nei flashback, Clark compra a Lois un vestito da indossare al gala per la sua nomination per un premio giornalistico. Nel presente, Jordan chiede a Jonathan di non dire ai genitori quello che ha detto Kyle. Al DOD, John chiede a Mannheim di consegnare tutti i beni rubati in cambio di un incontro con Peia. Con il suo avvocato presente, Mannheim rifiuta e ordina a Orr di guidare un attacco a John e Natalie, ma si ritirano quando sono visti in strada da tutti. John si vendica guidando un raid del DOD nell'appartamento di Mannheim, interrompendo un incontro tra Mannheim e Superman, mentre Sam fa tornare John a casa. Nel frattempo, Lois cerca di donare il vestito a Lana e le due parlano della sua imminente doppia mastectomia. Jonathan consiglia a Natalie di rinunciare a vedere Matteo. Successivamente si scusa e fa venire Matteo a Smallville e Natalie scopre che John ha tenuto Peia lontana dalla sua famiglia. Mannheim ordina a un Miller rianimato di attaccare John, distruggendo la sua casa e Main Street nel combattimento che ne segue, e John uccide Miller per legittima difesa. Successivamente, Mannheim mostra a Matteo il corpo del Superman Inverso e progetta di usarlo per curare Peia. Lois indossa il vestito e vola con Clark.

## Rotta di collisione
- Titolo originale: Collision Course
- Diretto da: Elaine Mongeon
- Scritto da: Max Cunningham, Max Kronick

### Trama
Lois finisce la chemioterapia. Al DOD, cerca di convincere Peia a confessare di aver incastrato Lex Luthor. Lana e Chrissy incontrano il governatore Kerry Wexler. Clark cerca di passare del tempo con i gemelli, ma decidono di andare a una festa invece che uscire col padre. Mentre è lì, Jordan interrompe una conversazione tra Sarah e George Jr., sconvolgendola. Lo sceriffo e i suoi vice interrompono la festa e Sarah e George Jr. si schiantano con la macchina mentre cercano di scappare, ma Jordan li salva. Kyle arriva e George Jr. gli dice di aver visto qualcuno con poteri salvarli mentre Sarah è accusata di guida in stato di ebbrezza. Vanno alla tavola calda dove Wexler se ne va dopo aver visto Sarah in arresto. Matteo fa visita a Peia e le dà la cura di Mannheim nascosta in uno dei suoi bottoni del polsino. Con i suoi poteri ripristinati, Peia fugge, minacciando Lois e distruggendo il DOD mentre esce. Nel frattempo, Jordan ammette di essere stato visto. Clark si rende conto che stava bevendo e affronta anche Jonathan, che ammette di essere andato alla festa ma senza bere nulla. Kyle, convinto che Jonathan abbia dei poteri, affronta Clark e lo vede volare via affermando che il giorno dopo spiegherà tutto. Peia si riunisce felicemente con Mannheim e Matteo.

## Complicazioni
- Titolo originale: Complications
- Diretto da: Jai Jamison
- Scritto da: Brent Fletcher, Todd Helbing, Katie Aldrin, George Kitson

### Trama
Peia finge degli attacchi per mascherare la sua posizione. Dopo aver appreso che Clark è Superman, Kyle si arrabbia con Chrissy per aver mentito su persone con poteri che intervengono. Il giorno successivo, Natalie lascia segretamente un dispositivo per Matteo nel suo appartamento. Sarah teme che la sua vita sia rovinata e che Jordan la odi e viene consolata da Lana e Kyle. Prima che Lois venga operata, Jordan subisce un attacco di panico. Clark si rende conto che la sua vista a raggi X sta arrivando e Jonathan lo aiuta a calmarsi. Mentre i Mannheim si preparano a fuggire, Peia perde il controllo dei suoi poteri, causando interruzioni di corrente e uccidendo Elias Orr. Matteo trova il dispositivo di Natalie, che la convoca nell'appartamento insieme a John e Mannheim. Superman fa volare Peia in cielo e le dice che va bene lasciarsi andare. Peia muore e Superman rivela le sue ultime parole alla sua famiglia. Mannheim accetta di collaborare con il DOD in cambio dell'immunità di sé e suo figlio, oltre che alla caduta delle accuse contro di lui. Lois si sveglia, Sarah diventa una cameriera al ristorante, Kyle si scusa con Chrissy e il Superman inverso risorge.

## Ingiustizia
- Titolo originale: Injustice
- Diretto da: Sudz Sutherland
- Scritto da: Michael Narducci

### Trama
Luthor viene scarcerato e chiede al direttore di ritardare la notizia del suo rilascio. George jr. viene intervistato sull'eroe che l'ha salvato dall'incidente. Jordan loda il soccorritore, sconvolgendo Sarah, che sente che non è giusto dover mantenere il segreto di Jordan se vuole vantarsene. Lana lo dice a Clark e Lois, e loro sequestrano la sua tuta su suggerimento di Sam. Nel frattempo, Jonathan teme che Kyle lo stia trattando in modo diverso. Clark lo viene a sapere e parla con Kyle, che dice a Jonathan di mantenere le cose tra loro. Jordan discute con Sarah alla tavola calda. Quando arriva un tornado, Jordan va da Sam e si riprende la tuta prima di aiutare Superman a sbarazzarsi del tornado. Il pubblico lo abbraccia e la sua apparizione diventa virale. Quella notte, Jordan discute con i suoi genitori sulle loro restrizioni e Sarah chiede a Lana di tingersi i capelli. Luthor appare a casa dei Kent e chiede a Lois di ritirarsi. Se ne va con il suo scagnozzo Otis e i due individuano il Superman inverso, che uccide apparentemente Otis. Nei flashback, Luthor costringe Otis, il direttore e gli altri detenuti a servirlo.

## Quello che ti uccide ti rende solo più forte
- Titolo originale: What Kills You Only Makes You Stronger
- Diretto da: Gregory Smith
- Scritto da: Brent Fletcher, Todd Helbing

### Trama
32 giorni dopo, Smallville si prepara per una festa, atta a celebrare una pioggia di meteoriti in arrivo. Chrissy scopre di essere incinta e lei e Kyle lo dicono ai loro amici e alla loro famiglia. La famiglia Kent pianifica un viaggio in Italia, Sam offre a John un lavoro per creare tecnologia per il DOD a Metropolis, John e Lana hanno un appuntamento, Jonathan cerca di riconquistare la fiducia del coach Gaines e Clark spinge Jordan a riconciliarsi con Sarah, anche se loro decidono di non rimanere amici. Nel frattempo, Luthor fa uccidere il giudice Reagen. Sam ha un appuntamento con una donna che ha conosciuto online di nome Gretchen, ma lei lo rapisce con l'aiuto di Otis (il quale è ancora vivo, pur privo di un orecchio, perché quando il Superman inverso lo ha attaccato Lex Luthor ha fermato quest'ultimo dall'ucciderlo tramite un'arma) e lo consegna a Luthor. Alla festa, Kyle e Chrissy si fidanzano. Dopo aver scoperto che il Superman inverso viene rianimato e rafforzato ogni volta che muore, Luthor lo uccide ripetutamente e lo trasforma in un mostro. Luthor scatena il mostro su Superman, che viene sconfitto e portato nello spazio. Ricordando la sua famiglia, Clark rinsavisce e continua a combattere il mostro sulla Luna.